# Književnost u 1875.
◄◄ | ◄ | 1872. | 1873. | 1874. | 1875.  | 1876. | 1877. | 1878. | ► | ►►
Arhitektura • Astronomija • Biologija • Film • Fotografija • Glazba • Kazalište • Kemija • Kiparstvo • Knjige • Književnost • Kršćanstvo • Meteorologija • Medicina • Planinarstvo • Politika • Pravo • Promet • Slikarstvo • Šport • Znanost • Željeznički promet
Književnost u 1875.

## Svijet

### Književna djela
- Mladić Fjodora Mihajloviča Dostojevskog
- Tajanstveni otok Julesa Vernea

### Rođenja
- 6. lipnja – Thomas Mann, njemački književnik († 1955.)

## Hrvatska i u Hrvata

### Rođenja
- 12. rujna – Dragutin Domjanić, hrvatski pravnik i pjesnik († 1933.)

## Vanjske poveznice
|  | Zajednički poslužitelj ima još gradiva o temi Književnost u 1875. |